# Haim Laskov
Haim Laskov (em hebraico:  חיים לסקוב) (Barysaw, 1919 – Tel Aviv, 8 de dezembro de 1982) foi uma figura pública israelense e o quinto Chefe do Estado-Maior das Forças de Defesa de Israel.

## Biografia
Haim Laskov nasceu em Barysaw, na República Socialista Soviética da Bielorrússia (atual Bielorrússia). Ele imigrou para a Palestina com sua família em 1925. A família estabeleceu-se em Haifa, onde viviam em extrema pobreza.
Laskov ingressou na Haganá quando adolescente e serviu em várias unidades, incluindo os Esquadrões Noturnos Especiais de Orde Wingate. Ele também serviu como mensageiro pessoal de Yaakov Dori, que mais tarde se tornaria o primeiro Chefe do Estado-Maior. Em 1940, Laskov ingressou no Exército Britânico para poder participar da Segunda Guerra Mundial. Ele serviu em várias funções e foi comandante da Brigada Judaica que atuou na frente italiana, chegando eventualmente ao posto de major. Após a guerra, ele permaneceu na Europa para participar do esforço de imigração ilegal Aliyah Bet para trazer judeus refugiados para a Palestina. Ele também participou de vários atos ilícitos de vingança contra os nazistas e seus colaboradores. Ao retornar à Palestina, ele voltou à Haganah, ao mesmo tempo que trabalhava como chefe de segurança da companhia elétrica.
Haim Laskov era casado com Shulamit.

## Carreira militar
Quando a Guerra Árabe-Israelense de 1948 eclodiu em 1948, Laskov assumiu a responsabilidade de preparar a estrutura na qual os novos recrutas seriam treinados. Ele organizou o curso de primeiros oficiais e formou uma brigada com os graduados, a qual lutou em Latrun durante a Operação Nahshon. Um mês depois, em maio de 1948, retornou a Latrun como comandante do primeiro batalhão blindado de Israel, o qual lutou ao lado da 7ª Brigada. Comandou toda a brigada durante a Operação Dekel e a Operação Hiram, e participou nas muitas batalhas pelo controle da Galiléia. Após a captura de Nazaré, ordenou a evacuação da população palestina; esta ordem foi recusada pelo comandante da brigada, Ben Dunkelman. Em julho, finalmente voltou a treinar novos recrutas, agora com a patente de major-general.
Embora nunca tenha sido piloto, Laskov foi nomeado comandante da Força Aérea Israelense em 1951. Durante sua gestão, a Força Aérea preparou-se para incorporar seu primeiro caça a jato, o Meteor. Ao completar seu mandato em 1953, Laskov deixou o exército para estudar filosofia, economia e ciências políticas (PPE) no Reino Unido; onde também obteve treinamento militar adicional.
Em 1955, retornou a Israel, onde foi nomeado Vice-Chefe do Estado-Maior Geral e Oficial Sênior do Estado-Maior, porém, após uma série de disputas profissionais com Moshe Dayan, foi rebaixado a Comandante do Corpo Blindado. Durante a Campanha do Sinai de 1956, comandou a 77.ª Divisão, que operava na frente Rafah - el-Arish - Qantara. Após a morte de Asaf Simchoni, Chefe do Comando Sul, num acidente de avião, Laskov assumiu a sua posição e supervisionou a retirada das tropas israelitas da Península do Sinai.

## Chefe do Estado-Maior Geral (1958–61)

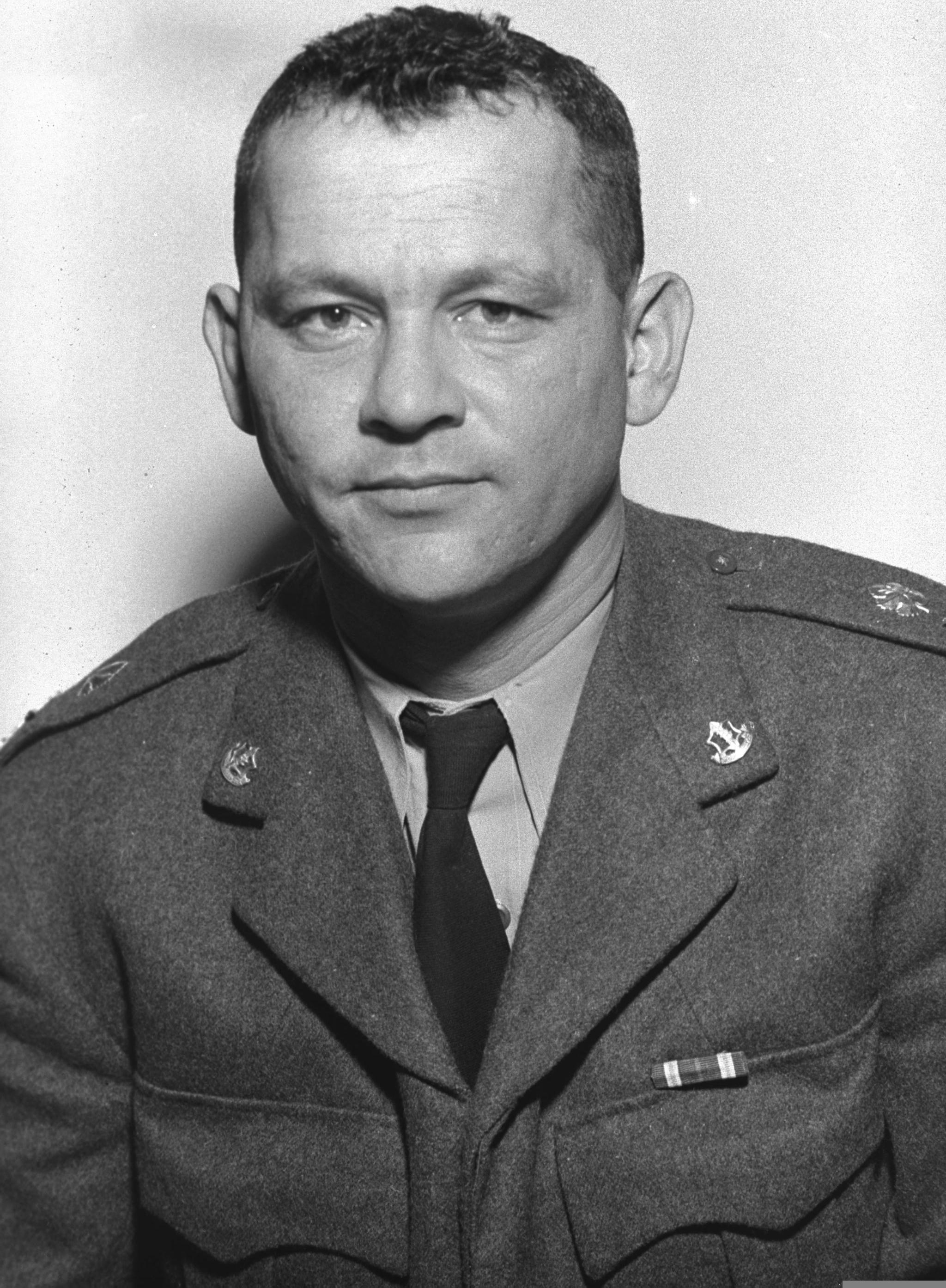
Chaim Laskov em 1952

### 1958
Em 1958, Laskov foi nomeado Chefe do Estado-Maior Geral, substituindo Moshe Dayan. A sua nomeação ocorreu tendo como pano de fundo a unificação do Egipto e da Síria como República Árabe Unida em 31 de janeiro desse ano e a ameaça potencial que isso representava para a segurança de Israel. Apenas dois meses depois, em 30 de março, Israel e Síria trocaram fogo de artilharia pesada através do Mar da Galileia. Os confrontos duraram dois dias, até que finalmente foi alcançado um cessar-fogo.
Em 24 de abril, Laskov presidiu um enorme desfile militar em Jerusalém para marcar o décimo aniversário da independência de Israel. Isto ocorreu apesar das advertências da Jordânia de que tal desfile seria considerado um ato de agressão. Durante o desfile, Laskov exibiu o mais recente equipamento militar de Israel, incluindo armas capturadas do Egito no Sinai e da Síria durante os confrontos no Vale de Hula.
Em 6 de novembro, a Síria retomou o seu bombardeamento de artilharia na Galileia, enquanto trabalhadores israelitas estavam envolvidos num enorme projecto de drenagem do Lago de Hula para obter mais terras agrícolas para o país. Sob as ordens de Laskov, as FDI responderam ao fogo.

### 1959
Um dos grandes escândalos ocorridos durante o mandato de Laskov foi um exercício surpresa para testar a mobilização das reservas, em 1º de abril de 1959. Conhecido como a "Noite dos Patos" (um dos sinais codificados de convocação transmitidos pelo rádio era "Aves Aquáticas"), o evento causou pânico em todo o país e colocou os exércitos dos Estados árabes vizinhos em alerta máximo. Uma comissão de inquérito que investigou o assunto considerou o Major-General Meir Zorea, oficial sênior do Estado-Maior, e o Major-General Yehoshafat Harkabi, chefe da Inteligência Militar, responsáveis pelo fiasco, e os dois renunciaram aos seus cargos.

### 1960

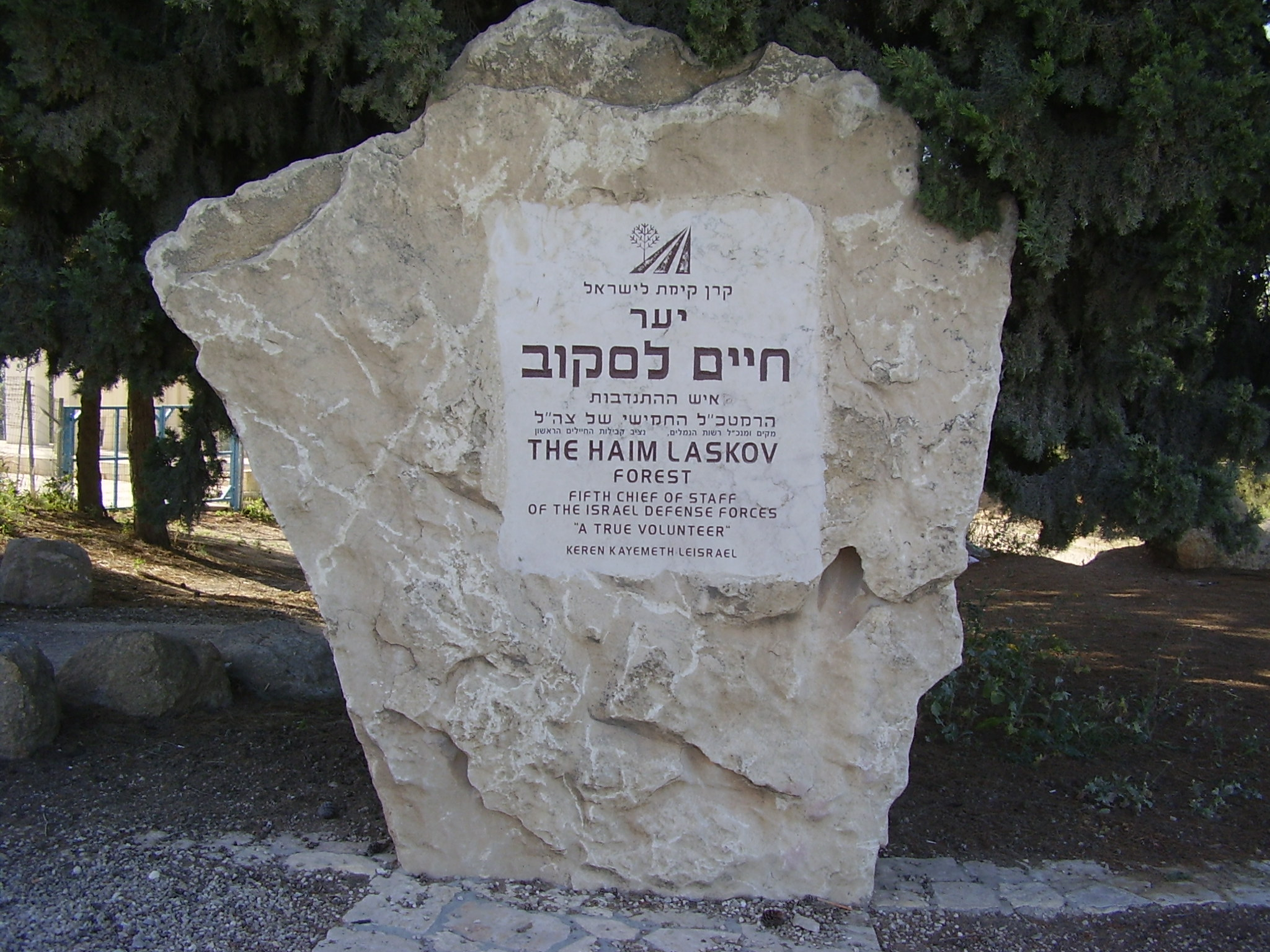
Monumento da Floresta Haim Laskov em Latrun, Israel. A placa o caracteriza como "Um verdadeiro voluntário"

As tensões entre Israel e a Síria continuaram nos meses seguintes. Em 31 de janeiro, Israel atacou a aldeia síria de Tawfik, com vista para o Mar da Galileia, alegando que tinha sido usada pelo exército sírio para bombardear aldeias israelitas na Galileia. Três soldados israelenses foram mortos na operação. O ataque levou à eclosão da Crise Rotem, durante a qual o Egipto deslocou as suas forças armadas para a indefesa fronteira sul de Israel, apanhando Israel desprevenido. Em 9 de março, as forças egípcias começaram a retirar-se. Laskov mais tarde descreveu a crise como a mais dramática de seu mandato como Chefe do Estado-Maior General das FDI.

### Legado
Laskov renunciou ao cargo de Chefe do Estado-Maior Geral em 1961, após um mandato relativamente pacífico, marcado apenas por confrontos com os sírios. Durante o seu mandato, concentrou-se na construção da força das FDI: Israel adquiriu o seu primeiro submarino e os seus jactos Super Mystère. Pouco antes de deixar o cargo, o primeiro-ministro David Ben-Gurion também anunciou que o país havia construído um reator nuclear nos arredores da cidade desértica de Dimona. O reator, afirmou ele, foi construído para fins pacíficos.
Laskov fundou o Colégio de Defesa Nacional de Israel para promover a fluência dos generais das FDI em conceitos estratégicos.

## Carreira civil
Em 1961, Laskov foi nomeado diretor-geral da Autoridade Portuária, e foi durante seu mandato que o porto de Ashdod, hoje o principal porto de Israel, foi construído. Ele também continuou a escrever manuais de treinamento militar e submeteu vários artigos a revistas militares. Em 1972, Laskov tornou-se o primeiro Provedor de Justiça dos Soldados do país, cargo que ocupou durante dez anos, até à sua morte. Após a Guerra do Yom Kippur em 1973, serviu na Comissão Agranat, que investigou os fiascos que levaram à guerra.